# Campionat del Món d'esquí nòrdic de 1927
El Campionat del Món d'esquí nòrdic de 1927 fou la tercera edició del Campionat del Món d'esquí nòrdic. Es van disputar quatre proves, totes masculines, entre el 2 i el 5 de febrer de 1927 a Cortina d'Ampezzo, Itàlia.

## Resultats

### Esquí de fons
| Prova | Or                  | Plata                 | Bronze                 |
| 18 km | John Lindgren (SWE) | František Donth (TCH) | Viktor Schneider (GER) |
| 50 km | John Lindgren (SWE) | John Wikström (SWE)   | František Donth (TCH)  |

### Combinada nòrdica
| Prova             | Or                   | Plata                | Bronze                |
| Combinada nòrdica | Rudolf Burkert (TCH) | Otakar Německý (TCH) | František Wende (TCH) |

### Salt d'esquí
| Prova          | Or               | Plata             | Bronze                |
| Trampolí llarg | Tore Edman (SWE) | Willen Dick (TCH) | Bertil Carlsson (SWE) |

## Medaller
| Posició | País           | Or | Plata | Bronze | Total |
| 1       | Suècia         | 3  | 1     | 1      | 5     |
| 2       | Txecoslovàquia | 1  | 3     | 2      | 6     |
| 3       | Alemanya       | 0  | 0     | 1      | 1     |
|         | TOTAL          | 4  | 4     | 4      | 12    |